# Le Chay
Le Chay är en kommun i departementet Charente-Maritime i regionen Nouvelle-Aquitaine i sydvästra Frankrike. Kommunen ligger  i kantonen Saujon som ligger i arrondissementet Saintes. År 2022 hade Le Chay 836 invånare.

## Befolkningsutveckling
Antalet invånare i kommunen Le Chay
Referens:INSEE